# Зубов, Леонид Дмитриевич
Леонид Дмитриевич Зу́бов (1917, Омск — 1992, Москва) — командир отделения 172-го отдельного сапёрного батальона, Герой Советского Союза.

## Биография
Леонид Дмитриевич Зубов родился 1 января 1917 года в Омске в семье рабочего. Окончил 4 класса школы. Работал матросом в Чарджоуском пароходстве на пристани Чиназ.
В РККА с 1940 года. Участник Великой Отечественной войны с июня 1941 года.
Старший сержант Зубов отличился 20 апреля 1945 г. при форсировании реки Одер в районе населённого пункта Кольбитцов (ныне Колбасково, Польша). На лодке переправил через реку десант. Лично снял 27 мин, тем самым очистив путь для пехоты. В течение дня сделал 23 рейса через реку, переправляя подкрепление, боеприпасы и вывозя раненых бойцов.
Звание Героя Советского Союза присвоено 29 июня 1945 года.
После войны жил в Москве, работал в типографии «Гознак». Умер 24 сентября 1992 года. Похоронен на Хованском кладбище.

## Награды
- Медаль «Золотая Звезда»
- орден Ленина
- орден Отечественной войны 1-й степени
- Орден Отечественной войны 2-й степени
- орден Красной Звезды
- Орден Славы 3-й степени
- медали